# Tobacco Plains
La banda índia Tobacco Plains (ktunaxa: ʔakink̓umǂasnuqǂiʔit) és una Primera Nació basada en la regió d'East Kootenay de la Colúmbia Britànica. En el Procés del Tractat de la Colúmbia Britànica formen part del Consell Tribal Ktunaxa Kinbasket. El seu cap tribal és Mary Mahseelah i els consellers són Dan Gravelle, Robert Luke, Cory Letcher i Jason Gravelle.

## Procés del Tractat
Està en la fase 4 del Procés del Tractat de la Colúmbia Britànica.